# Roma (Queensland)
Roma is een kleine stad in het westen van de regio Darling Downs in Queensland, Australië. Roma ligt ruim 500 km ten noordwesten van Brisbane, de hoofdstad van Queensland, op de kruising van de Warrego en Carnarvon Highways. Roma is het regionale centrum van een district dat voornamelijk zijn inkomsten haalt uit de veeteelt en landbouw. Het gebied heeft tevens wijngaarden en een eigen wijnindustrie. De belangrijkste producten zijn rundvlees, tarwe en wol. Roma heeft bijna 7000 inwoners.

## Geboren
- Madison Wilson (31 mei 1994), zwemster